# 후퍼 앳츨리
후퍼 앳츨리(Hooper Atchley, 1887년 4월 30일 ~ 1943년 11월 17일)는 미국의 배우, 연극 배우이다.

## 영화
- 미트 더 피플 (1944년)
- 콜벳 K-225 (1943년)
- 더 휴먼 코미디 (1943년)
- 히트 퍼레이드 오브 1943 (1943년)
- 스윗 로지 오그래디 (1943년)
- 배니싱 버지니안 (1942년)
- 철완 짐 (1942년)
- 딕 트레이시 대 범죄 주식회사 (1941년)
- 인 더 네이비 (1941년)
- 앤디 하디의 개인비서 (1941년)
- 컴 리브 위드 미 (1941년)
- 작은 여우들 (1941년)
- 인간 에디슨 (1940년)
- 리틀 넬리 켈리 (1940년)
- 레이디스 프럼 켄터키 (1939년)
- 이스트 사이드 오브 헤븐 (1939년)
- 더 우먼 멘 메리 (1937년)
- 더 파이어플라이 (1937년)
- 사라토가 (1937년)
- 경마장의 하루 (1937년)
- 와이프 대 비서 (1936년)
- 제너럴 스팬키 (1936년)
- 평원의 사나이 (1936년)
- 에이스 드러몬드 (1936년)
- 투 포 투나잇 (1935년)
- 세이즈브러시 트루버두어 (1935년)
- 렉클리스 (1935년)
- 새디 맥키 (1934년)
- 체인드 (1934년)
- 금 (1932년)
- 래스퓨틴 앤 더 엠프리스 (1932년) - 폴리스맨 역
- 하이 프레셔 (1932년) - 나이트 클럽 매니저 역
- 천국의 말썽 (1932년)